# Mineralogické muzeum J. E. Hibsche
Mineralogické muzeum Josefa Emanuela Hibsche se nachází v obci Homole u Panny v okrese Ústí nad Labem ve stejnojmenném kraji. Muzeum, které je věnováno geologii a mineralogii Českého středohoří a podrobnému zdokumentování života a díla zdejšího rodáka, geologa a vysokoškolského profesora Josefa Emanuela Hibsche, bylo otevřeno v roce 2002.

## Historie vzniku muzea
Vznik muzea je spjat se jménem významného přírodovědce, geologa Josefa Emanuela Hibsche. Během roku 2001 bylo obcí Homole u Panny postupně připravováno zřízení muzea, zpracovávány texty a obrazová část výstavy o J. E. Hibschovi a shromažďovány vzorky minerálů a hornin z Českého středohoří. Autory expozice byli Norbert Krutský a Miroslav Radoň z Teplic, na zřízení muzea obci finančně přispěl Ústecký kraj. Muzeum bylo slavnostně otevřeno v roce 2002 u příležitosti 150. výročí narození J. E. Hibsche.

## Expozice
Muzeum bylo zřízeno v někdejší učebně místní základní školy. Což je svým způsobem symbolické, neboť J. E. Hibsch se nejen narodil v Homoli a byl pokřtěn v místním kostele sv. Pia V., ale též pět let navštěvoval zdejší obecnou školu. Bohatá dokumentace představuje život a dílo E. J. Hibsche, který více než tři desítky let působil jako profesor Vyššího zemědělského ústavu v Děčíně-Libverdě, od roku 1900 povýšeném na Zemědělskou akademii se statutem vysoké školy. Jsou zde vystaveny různé dokumenty, týkající se života tohoto významného geologa, včetně kopií jeho rukopisných poznámek a korespondence. Mezi exponáty nechybí ani ukázky z jeho děl, včetně podrobné geologické mapy Českého středohoří, která byla prvním dílem tohoto druhu u nás. Zásluhou J. E. Hibsche se České středohoří ve své době stalo nejprobádanější vulkanickou oblastí světa. Na výstavě jsou též podrobné informace o iniciativách, které J. E. Hibsch vyvinul na přelomu 19. a 20. století pro záchranu řady pozoruhodných geologických lokalit na severu Čech, jako jsou například Vrkoč u Ústí nad Labem, Panská skála u Kamenického Šenova, Pustý zámek u Mlýnů, Komorní hůrka u Chebu, Vrabinec u Těchlovic, Kozí vrch u Povrlů, Jehla u České Kamenice, Zlatý a Stříbrný vrch u Lísky, Radobýl u Litoměřic nebo ústecký Střekov, znělcový lakolit s hradem. Je zde rovněž popsána tzv. Hibschweg, geologická naučná stezka, která byla slavnostně otevřena u Žitenic na Litoměřicku 1. května 1927. Neméně bohatou část expozice představují stovky ukázek minerálů a hornin z oblasti Českého středohoří, které se autorům výstavy podařilo shromáždit.

## Dostupnost
Budova bývalé školy se nachází jen asi 50 metrů od autobusové zastávky, na níž zajíždějí linkové spoje z Ústí nad Labem. Železniční stanice Velké Březno na trati Ústí nad Labem-Střekov – Děčín východ je od Homole u Panny vzdálená zhruba 6,5 km. Parkování osobních vozů je možné v centru obce poblíž obecního úřadu a autobusové zastávky. Vstup do muzea není zpoplatněn. Prohlídka je prakticky možná kdykoliv – v pracovní dny na požádání na obecním úřadě, mimo úřední hodiny je pak k dispozici příslušné telefonní číslo.

## Galerie

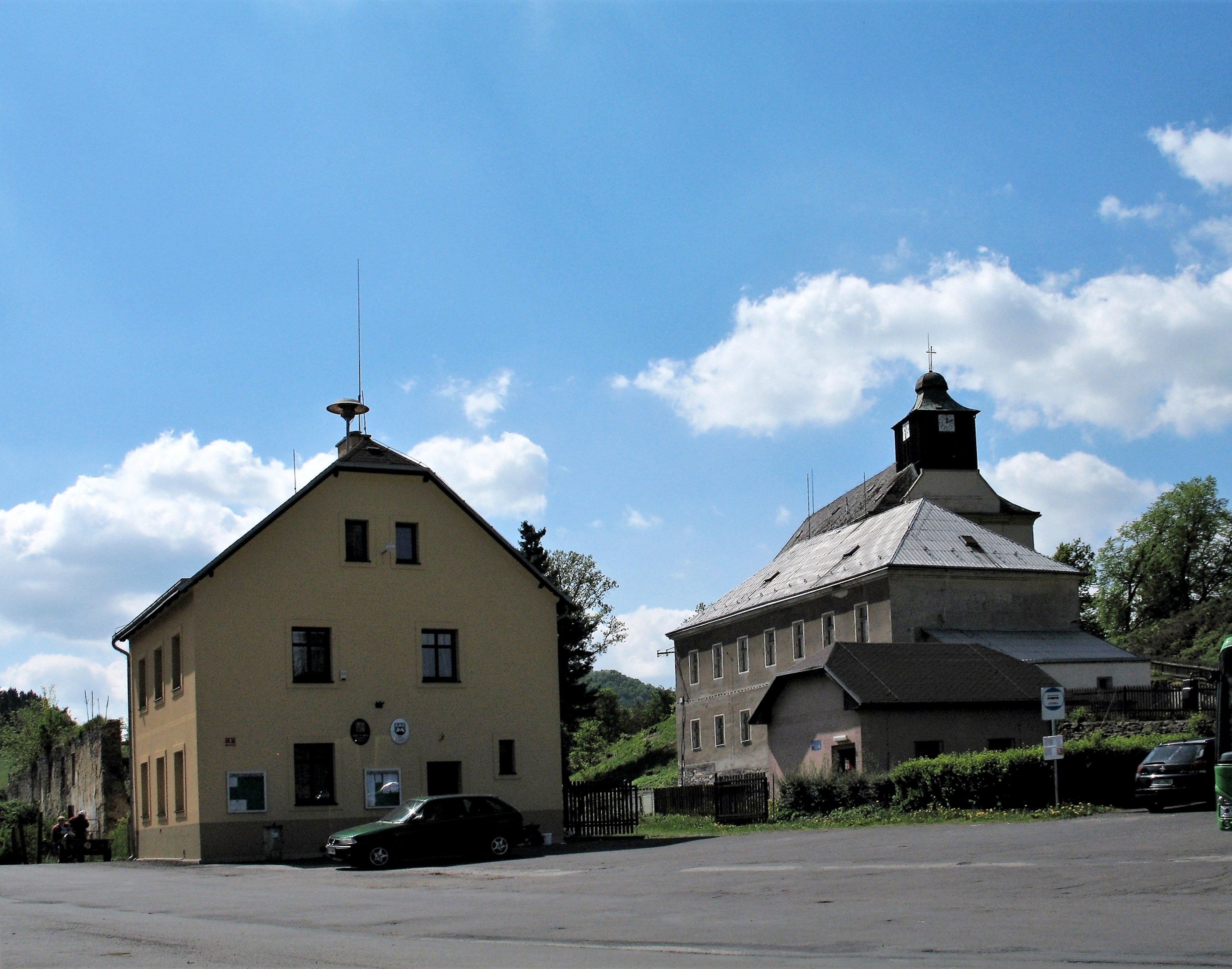
Obecní úřad a škola (vpravo)
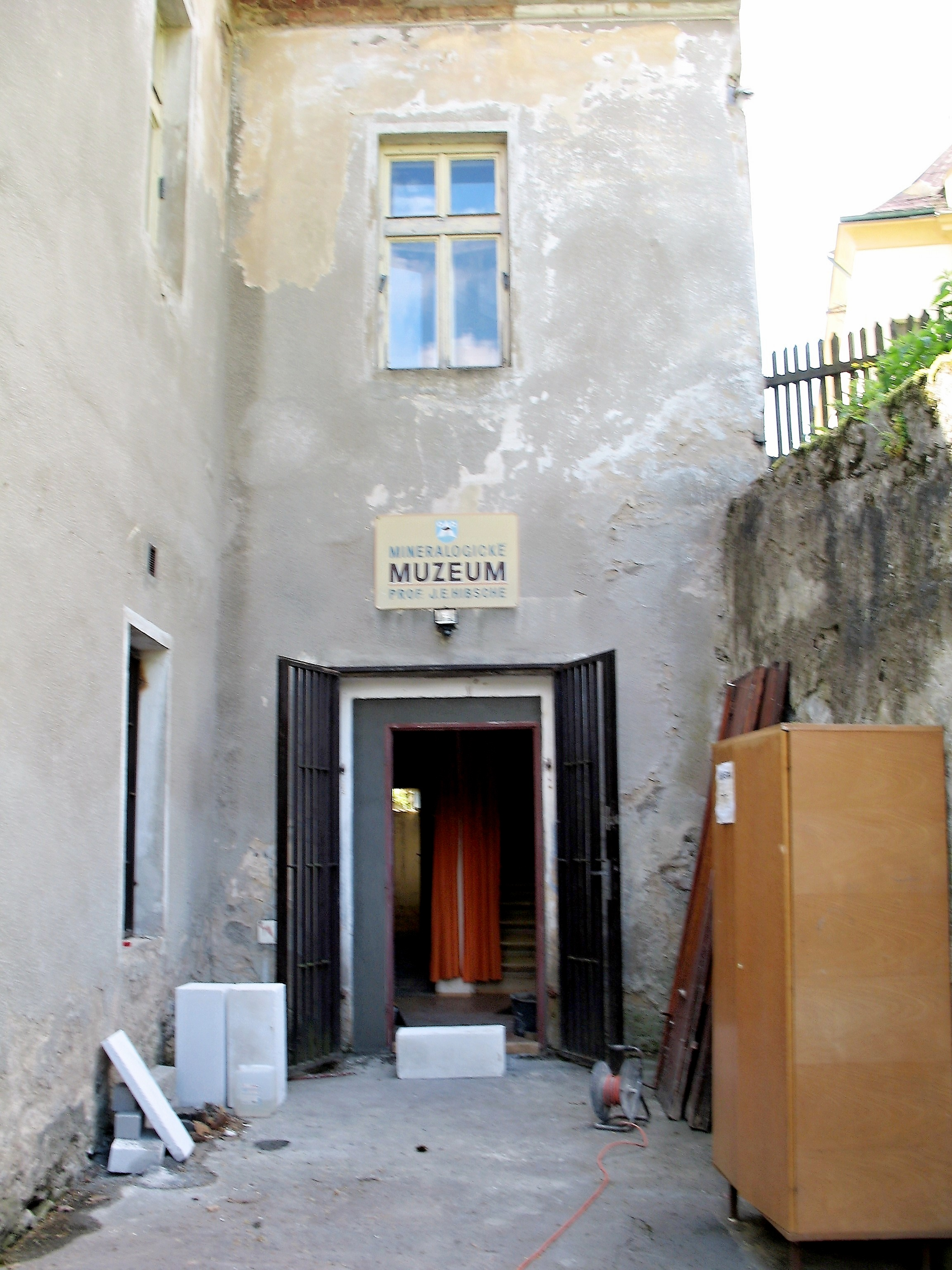
Stavební úpravy u vstupu do muzea
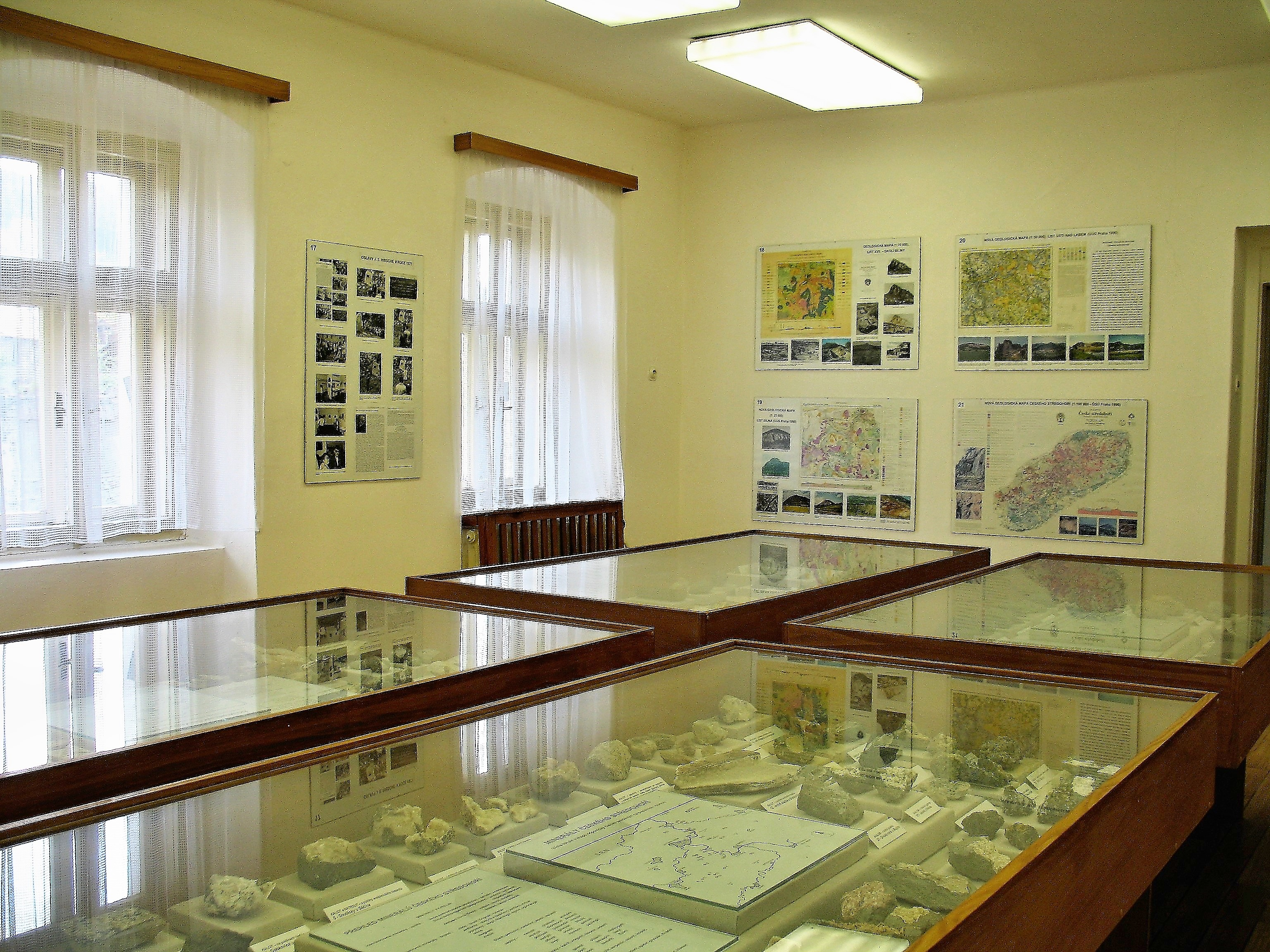
Vitriny s minerály v muzejní expozici
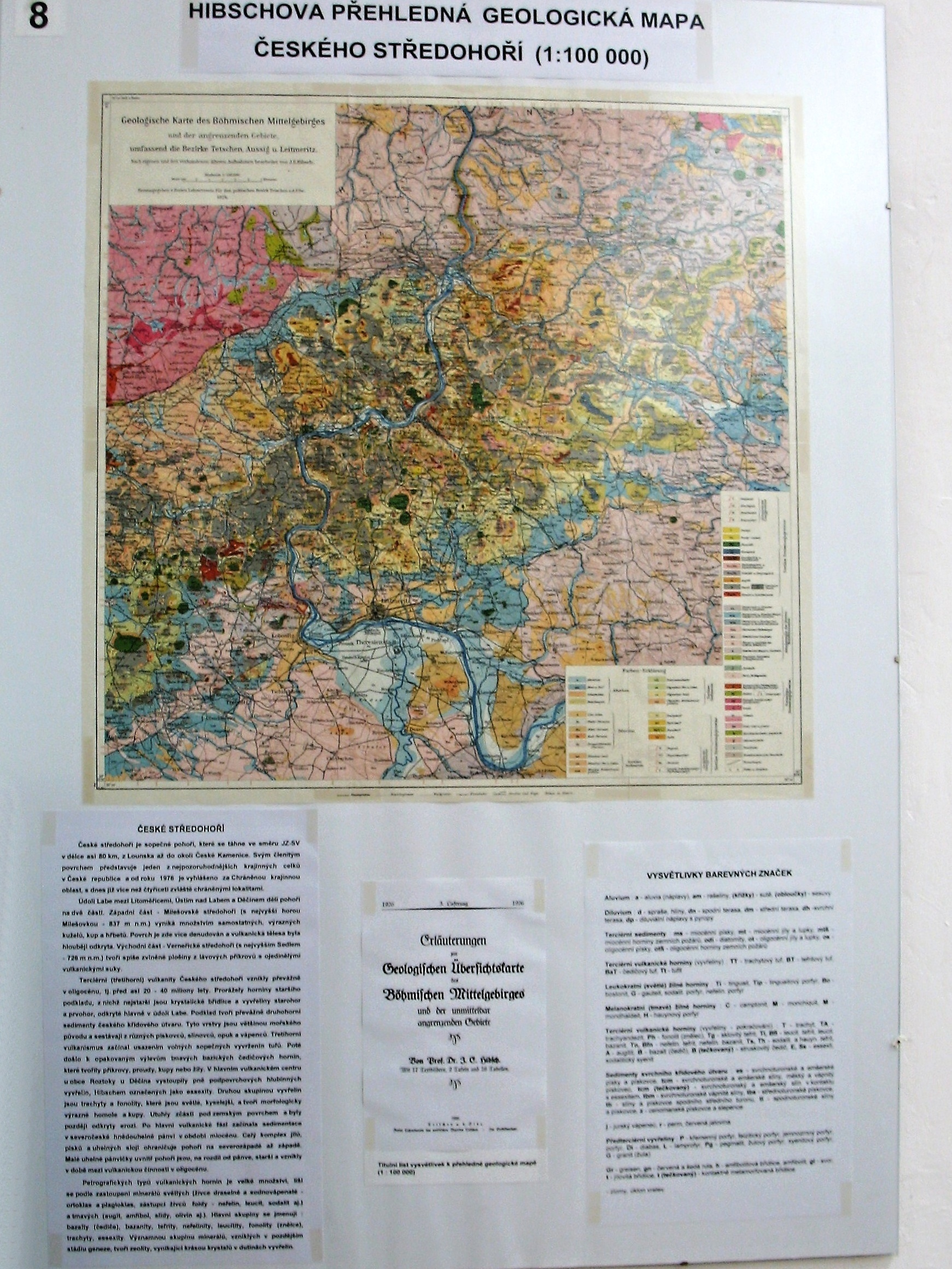
Geologická mapa Českého středohoří
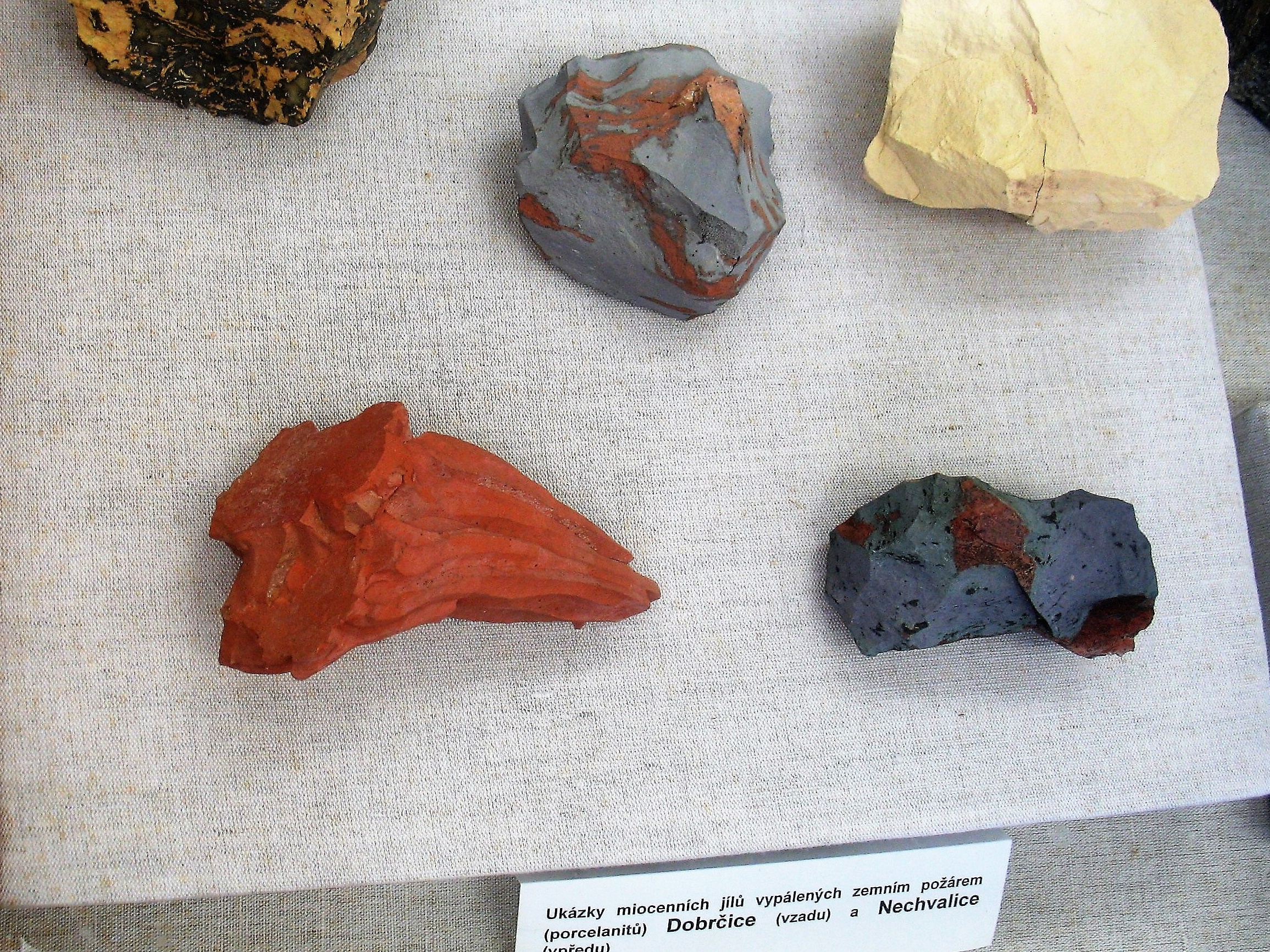
Vzorky porcelanitu z Dobrčic a Nechvalic
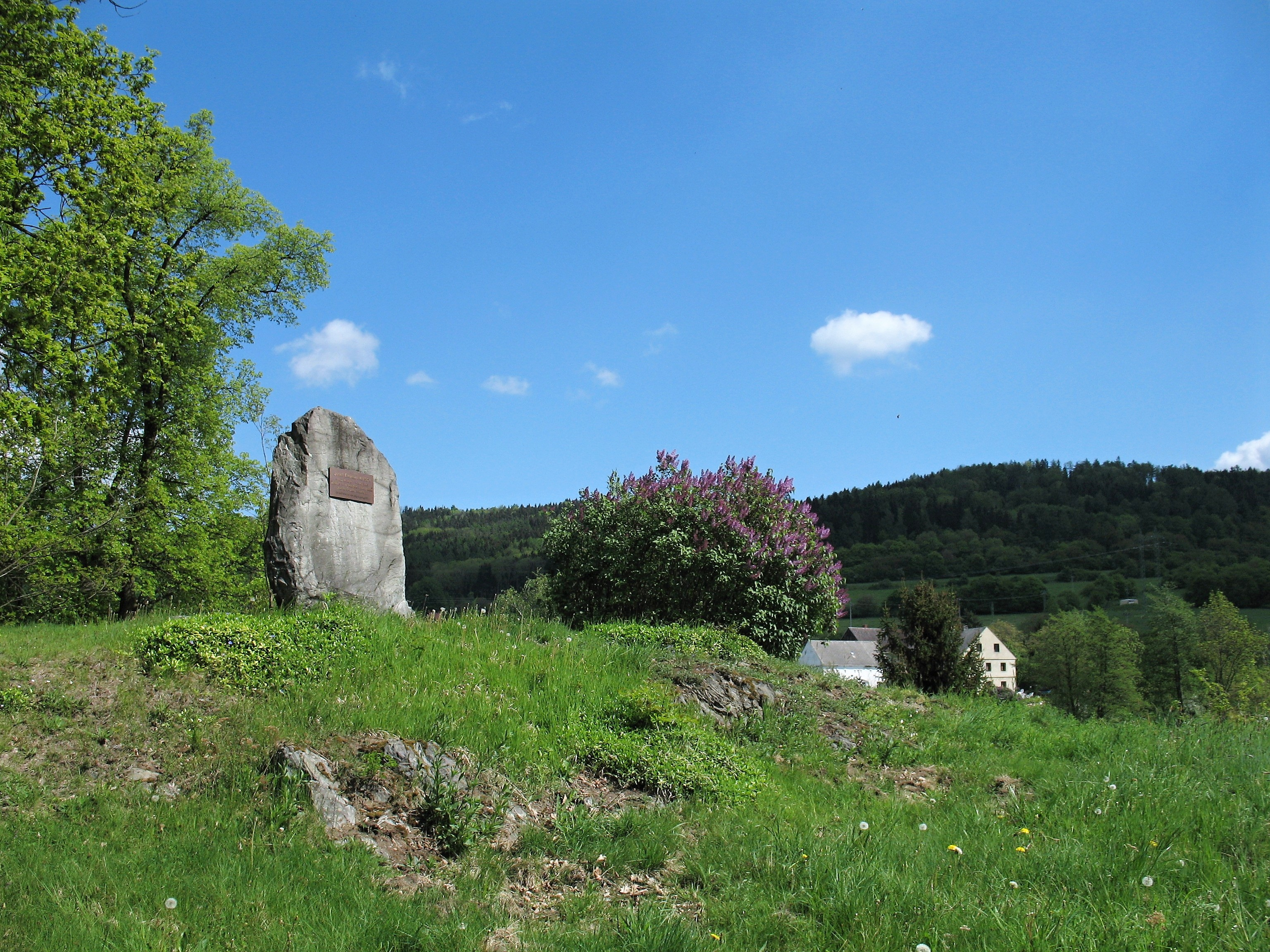
Pamětní deska J. E. Hibsche poblíž školy